# Alexander H. Rice
Alexander Hamilton Rice (30 de Agosto de 1818 – 22 de Julho de 1895) foi um político e empresário americano de Massachusetts. Exerceu como Prefeito de Boston de 1856 até 1857, Congressista dos EUA durante a Guerra Civil Americana e como o 30º Governador de Massachusetts de 1876 até 1879. Era co-proprietário e presidente da Rice-Kendall, uma das maiores distribuidoras de produtos de papel do país.
Formado na Union College, Rice esteve por muitos anos envolvido no ramo de papel e entrou na política de Boston em 1853. Como prefeito, ajudou a intermediar um acordo que iniciou o desenvolvimento de sua área em Back Bay. Seu serviço no Congresso incluiu a introdução do fracassado Compromisso de Crittenden, a supervisão dos assuntos navais durante a Guerra Civil e a resistência às ações Republicanas Radicais. Como governador, incentivou a legislação de reforma social e reduções no horário de trabalho.

## Primeiros anos

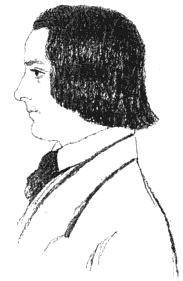
Retrato de Rice quando era jovem

Alexander Hamilton Rice nasceu em Newton Lower Falls, Massachusetts, filho de Thomas e Lydia (Smith) Rice, no dia 30 de Agosto de 1818. Seu pai, um nativo de Brighton, era dono de uma empresa de fabricação de papel em Newton, e os dois pais tinham descendências coloniais. Seu tio Charles era general de brigada na milícia do estado de Massachusetts e também exerceu como legislador estadual.
Rice estudou primeiro nas escolas públicas de Newton e depois em escolas particulares de Needham e Newton. Primeiro trabalhou numa loja de especiarias de Boston e depois como aprendiz no distribuidor de papel Wilkins, Carter e Company em Boston. Em 1840, entrou na Union College em Schenectady, Nova York, formando-se como melhor aluno da turma em 1844. Foi ferido em uma queda de cavalo em 1844, que desfigurou seu rosto e dificultou sua fala. Isso levou-o a desistir de seguir uma carreira em direito e, em vez disso, concentrou-se nos negócios. Acabou por conseguir superar seus problemas de fala e mais tarde ficou conhecido como um orador imponente.

## Negócios
Após sua formação, Rice criou uma parceria com os proprietários da Wilkins, Carter, formando o que acabou tornando-se conhecido como Rice-Kendall Company. A empresa possuía um grande armazém em Boston e era um dos principais distribuidores de papel da cidade. O armazém foi destruído no Grande Incêndio de Boston de 1872, mas isso não danificou significativamente os negócios. A empresa possuía várias fábricas de papel na Nova Inglaterra e distribuía produtos de papel para editoras de jornais e livros em todo o país. Rice também investiu em operações de fabricação de papel, exercendo como presidente da Keith Paper Company em Turners Falls, Massachusetts e da American Sulphite Pulp Company.

## Prefeito de Boston e Congressista

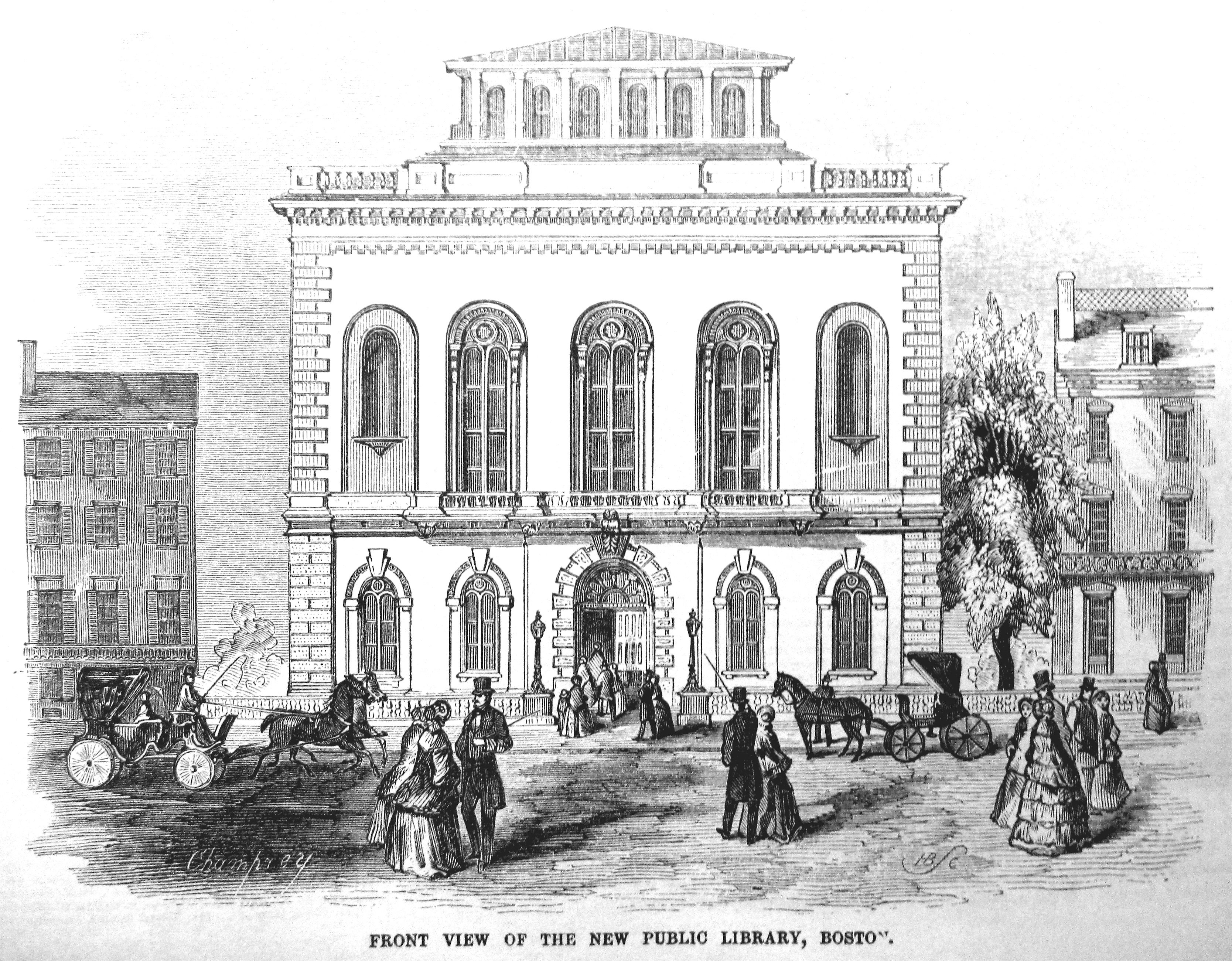
O edifício da Biblioteca Pública de Boston em 1858, construído durante o mandato de Rice como Prefeito de Boston

Em 1853, Rice entrou na política local, vencendo a eleição para a Câmara Municipal de Boston. Exerceu por dois anos, o segundo como presidente da câmara. Em 1854, também exerceu como presidente do Comitê Escolar de Boston. Rice foi eleito prefeito de Boston em 1856 (o candidato dos "Cidadãos" opôs-se aos Sabe Nada) e exerceu dois mandatos de um ano. Durante seu mandato, foi obtido um acordo entre a cidade, o estado e os proprietários de um sistema de distribuição de água de maré referente ao desenvolvimento de Back Bay, um pântano fedorento carregado de lixo e esgoto. O acordo autorizou a construção do que é hoje a Arlington Street e, especificamente, separou como parque a área entre ele e a Charles Street, que agora é o Jardim Público de Boston. Posteriormente, participou dos comitês responsáveis pelo comissionamento e instalação das estátuas de George Washington e Charles Sumner no Jardim Público. Também autorizou a construção do primeiro hospital da cidade e reaproveitou o asilo da cidade em Deer Island para ser usada como asilo e reformatório de loucos, tendo o estado tomado o cuidado dos indigentes.
Rice participou da fundação do Partido Republicano em Massachusetts. Foi eleito para a Câmara dos Representantes dos EUA em 1858 e exerceu quatro mandatos, de 1859 até 1867. Foi presidente da Comissão de Assuntos Navais de 1863 até 1865. Era um republicano conservador, contrário às posições Republicanas Radicais sobre a abolição da escravidão, e era considerado pelos interesses trabalhistas a favor das posições da "classe endinheirada". Introduziu o Compromisso de Crittenden à Câmara em Janeiro de 1861; seu discurso sobre essa última tentativa de impedir a guerra civil recebeu uma recepção morna. Após a guerra, foi eleito Companheiro de Terceira Classe da Ordem Militar da Legião Leal dos Estados Unidos, em reconhecimento ao seu apoio à União.

## Governador de Massachusetts

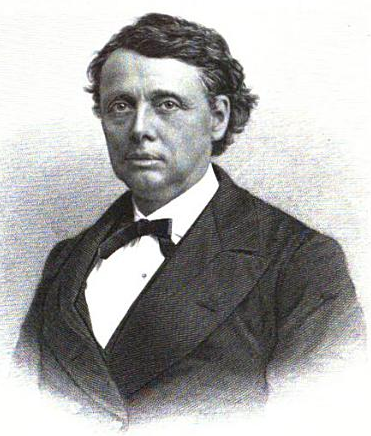
William Gaston, retrato impresso publicado em 1895

Rice recusou-se a concorrer à reeleição e depois deixou a política por um tempo, dedicando-se aos seus negócios. Em 1872, após o incêndio em Boston, exerceu em um comitê de assistência que ajudou a lidar com suas consequências. Em 1871, Rice foi um dos vários candidatos à indicação Republicana para Governador de Massachusetts, uma disputa dominada por Benjamin Butler e vencida por William B. Washburn. Em 1875, ganhou a indicação e derrotou o incumbente Democrata William Gaston nas eleições gerais. Exerceu três mandatos de um ano antes de aposentar-se da política para sempre.
A legislação promulgada durante o mandato de Rice incluiu uma lei do trabalho infantil que exigia uma idade mínima de catorze anos para o trabalho na fábrica. Geralmente apoiou a legislação que melhorava as condições sociais, mas não teve êxito em aprovar uma reorganização proposta das principais instituições de caridade do estado. Também deixou de lado a "opção local" da lei do álcool, pela qual foi criticado por ativistas da temperança. Também presidiu um comitê formado em 1876 para supervisionar a recuperação da demolição da histórica Old South Meeting House. Como resultado do trabalho do comitê, a propriedade do edifício foi transferida para uma organização sem fins lucrativos dedicada à sua preservação.
Uma questão que dominou a disputa de Rice contra Gaston em 1875 dizia respeito ao jovem assassino Jesse Pomeroy. Pomeroy, então com 14 anos, havia sido condenado em Dezembro de 1874 por assassinato premeditado por ter matado uma garota no início daquele ano e havia sido condenado à morte. Houve um clamor público a favor de sua execução, especialmente depois que tentou escapar da prisão. Gaston, apesar de duas decisões do Conselho do Governador de negar o perdão, recusou-se a assinar a ordem de execução, uma decisão impopular que provavelmente custou-lhe votos. Rice também recusou-se a assinar a ordem de execução, mas seu Conselho acabou recomendando a comutação da sentença de Pomeroy para a vida em confinamento solitário.
Rice morreu no Hotel Langwood em Melrose, Massachusetts, no dia 22 de Julho de 1895, após uma longa doença. Foi sepultado no Newton Cemetery.

## Parentescos e legado
Rice casou-se duas vezes. Em 1845, casou-se com Augusta McKim, com quem teve três filhos antes da morte dela em 1868. Teve um filho de sua segunda esposa, Angie Erickson Powell, de Rochester, Nova York. Seu neto Alexander Hamilton Rice, Jr. era médico e explorador na América do Sul.
A cidade de Boston nomeou uma escola em homenagem a Rice em 1868. Mais tarde, renomeou a Escola Rice-Bancroft, o edifício, localizado nas ruas Dartmouth e Appleton, em South End, Boston, agora abriga condomínios residenciais.

## Leia mais
- Stimson, A. Lovett (Novembro–Dezembro de 1895). «Recollections of Ex Gov. Rice». The Bostonian (Volume 3): 260–274